# Ader-Nordmann
 (janvier 2023).
Si vous disposez d'ouvrages ou d'articles de référence ou si vous connaissez des sites web de qualité traitant du thème abordé ici, merci de compléter l'article en donnant les références utiles à sa vérifiabilité et en les liant à la section « Notes et références ».
Pour les articles homonymes, voir Ader et Nordmann.
Ader-Nordmann est une maison de ventes aux enchères française. Elle fait partie du groupe Drouot.
Ses origines remontent à 1692 à Paris. Sous l’impulsion des commissaires-priseurs Fernand Lair-Dubreuil, Étienne Ader et Rémi Ader, elle connaît une grande importance au XXe siècle.

## Histoire

### Le premier office
En 1691, Louis XIV réforme la fonction d’huissier-priseur en lui réservant le monopole des ventes publiques. L’année suivante, en 1692, est institué le tout premier office préexistant à la future maison de ventes Ader.

### XVIIIesiècle
Sous Louis XVI apparaît pour la première fois le terme de commissaire-priseur. Le marché de l'art est florissant à cette période. Dès lors, les ventes aux enchères de prestige vont se multiplier au sein de l’office originel de la maison Ader. Le même office change autant de nom qu'il change de commissaire-priseur à sa tête, mais la structure reste la même.

### XIXesiècle
Au XIXe siècle, les collections d’art et le patrimoine mobilier des plus grandes personnalités de l’époque sont dispersés au sein de la maison de ventes. Parmi les vacations les plus remarquables figurent celles de la collection de Frédéric Chopin, de Victor Hugo, de la Royauté avec la vente des diamants, perles et pierreries provenant de la collection des joyaux de la Couronne lors d’une vacation au palais des Tuileries, et la mise aux enchères d’environ 100 000 bouteilles et 57 fûts de vins provenant des caves des châteaux des Tuileries, de Fontainebleau et de Compiègne, dont la première vente a lieu au palais du Louvre en 1871. Quelques années plus tard, en 1883, aura lieu la dispersion des effets de célébrités de la Comédie-Française comme la vente des bijoux de Sarah Bernhardt.

### XXesiècle

#### Mise en place de la dynastie Ader
En 1931, Maurice Ader prend la tête de l'office à la suite du commissaire-priseur Ambroise Lair-Dubreuil. Il décède prématurément la même année, et c'est son frère, Etienne, qui prend sa suite en 1933.
Commence un nouvel essor pour la maison de vente. En 1950, l’étude française de Maître  Étienne Ader réalisait un chiffre d’affaires en matière de ventes d’œuvres d’art équivalent aux ventes cumulées de Christie’s et Sotheby’s à la même date. Parmi les ventes remarquables dirigées par Etienne Ader, on retient les collections David David-Weill (1974), André Lefèvre, Hugo Cahen D’Anvers (1934), ou encore Henri Beraldi (1934).

#### Ader-Picard-Tajan
La forte augmentation de l’activité de l’étude mène Étienne Ader puis Rémi Ader à s’associer à d’autres confrères : Jean-Louis Picard, Antoine Ader et Jacques Tajan. La structure, désormais connue sous le nom d'Ader-Picard-Tajan, devient la plus importante maison de ventes aux enchères du XXe siècle. Elle domine le Marché de l’art français pendant plus de 20 ans. Son activité ne se limite pas seulement à Paris et à la France, mais s’étend à Monaco, Genève, Bruxelles, Tokyo ou encore New York.

### XXIesiècle
Après la chute du marché de l’art au début des années 1990, Rémi Ader reste seul à la tête de la société. Il est rejoint en 2005 par David Nordmann puis en 2017 par Xavier Dominique. La maison de ventes retrouve alors sa place parmi les 10 premières maisons de ventes françaises.
La commissaire-priseur Elsa Joly-Malhomme s’associe avec David Nordmann et Xavier Dominique pour créer en 2019 la première maison de ventes spécialisée dans le patrimoine des entreprises : Ader Entreprises & Patrimoine.
En 2022, la maison connait des résultats importants dans l'art du XXe siècle avec la vente de la collection de céramiques Jean et Jacqueline Lerat et celle des tables trapèzes de Jean Prouvé provenant de la résidence universitaire Jean-Zay à Antony et vendues chacune près de deux millions d'euros,.

### Les commissaires-priseurs successifs de l'étude Ader

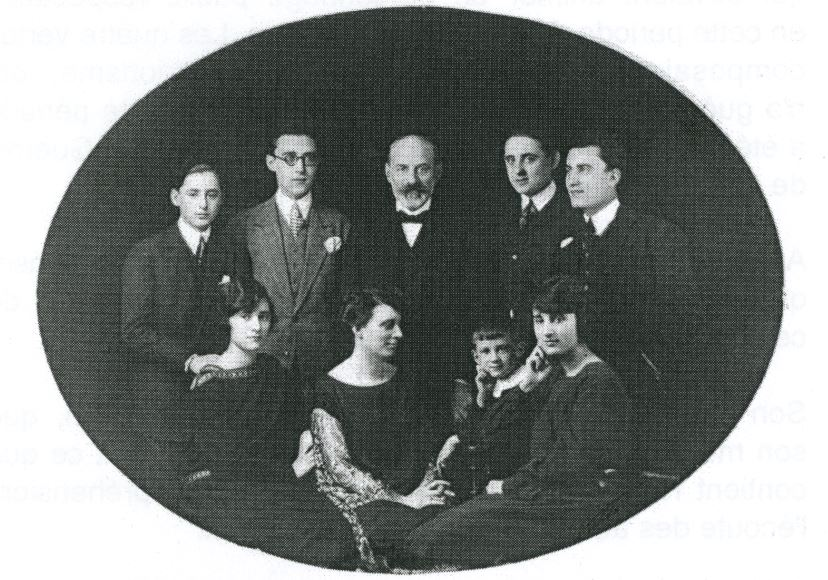
Portrait de la famille Ader. Debout de gauche à droite : Eugène, 16 ans, Maurice, 22 ans, Jean, 56 ans, Pierre, 20 ans et Étienne, 19 ans. Assis : Marie, 21 ans, Alice, 42 ans, François, 6 ans et Anne-Marie, 17 ans.

Voici une liste des différents commissaires-priseurs qui se sont succédé à la tête de la maison de vente aujourd'hui connue sous le nom d'Ader :
- Michel Saignet (prise de fonction en 1692)
- Sébastien Dupré (prise de fonction en 1708)
- Jean-Baptiste Dupré (prise de fonction en 1747)
- Dupré-Desmarais (prise de fonction en 1751)
- François Graux (prise de fonction en 1767)[7]
- Louis-François Boileau (prise de fonction en 1781)[8]
- Antoine-Claude Balbastre (prise de fonction en 1802)[8]
- Henry Pinart (prise de fonction en 1828)[9]
- Nicolas Ridel (prise de fonction en 1833)[8]
- Saturnin Pouchet (prise de fonction en 1854)[10]
- Eugène Escribe (prise de fonction en 1858)[11]
- Georges Duchesne (prise de fonction en 1890)[12]
- Fernand Lair-Dubreuil (prise de fonction en 1900)[13]
- Maurice Ader (prise de fonction en 1931)[14]
- Étienne Ader (prise de fonction en 1933)[15]
- Ader-Picard-Tajan (société civile de commissaires-priseurs, créée en 1972)
- Rémi Ader (indépendant en 1994)[16]
- David Nordmann (prise de fonction en 2004)
- Xavier Dominique (prise de fonction en 2017)

## Lieux
La maison de vente aux enchère est historiquement située rue Favart à Paris, au cœur du quartier des antiquaires et proche de l’Hôtel Drouot. D’abord située au 6, l’étude déménage au 12 en 1956. Après la dissolution de la société Ader Picard Tajan, l’étude est temporairement transférée rue Saint-Marc pour revenir en 2009 au 3 de la rue Favart. Une salle des ventes est aménagée au rez-de-chaussée. Elle a également ouvert des études dans le 16e arrondissement de Paris et à Neuilly.

## Ventes notables

### XIXesiècle

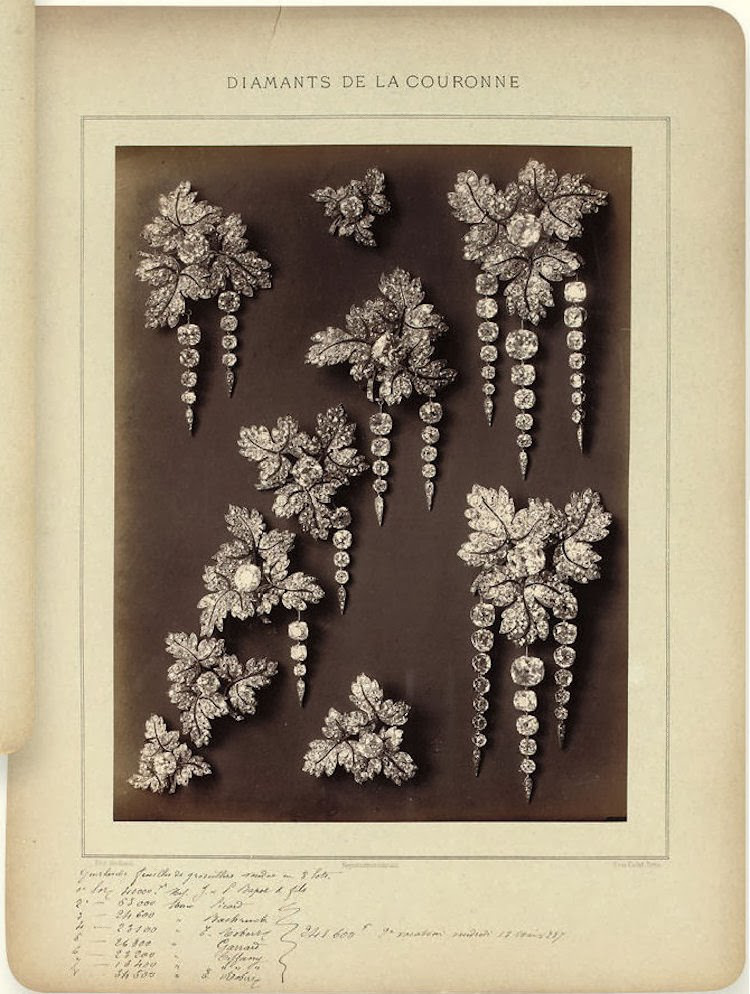
Page du catalogue des diamants, perles et pierreries des Joyaux de la Couronne

- Bibliothèque du marquis de Bruyères-Chalabre, maison de vente Silvestre - rue des Bons-Enfants, 6 - 25 mai 1833 et 31 mai - 1er juin 1833
- Vente après décès de Frédéric Chopin, 42 rue de Jeuneurs, 30 novembre 1849
- Vente après départ de Victor Hugo, rue de la Tour d'Auvergne, 9 juin 1852
- La liquidation d’environ 100 000 bouteilles et 57 fûts de vins provenant des caves des châteaux des Tuileries, de Fontainebleau et de Compiègne, porte Jean Goujon, Louvre, 16 novembre 1871[17]
- Diamants, bijoux et argenterie de Sarah Bernhardt, hôtel Drouot, 8 février 1883[18]
- Diamants, perles et pierreries provenant de la collection dite des joyaux de la Couronne, palais des Tuileries, pavillon de Flore (salle des États), 12 mai 1887[19]
- Collection des frères Goncourt, hôtel Drouot, 15 - 17 février 1897[20]

### XXesiècle

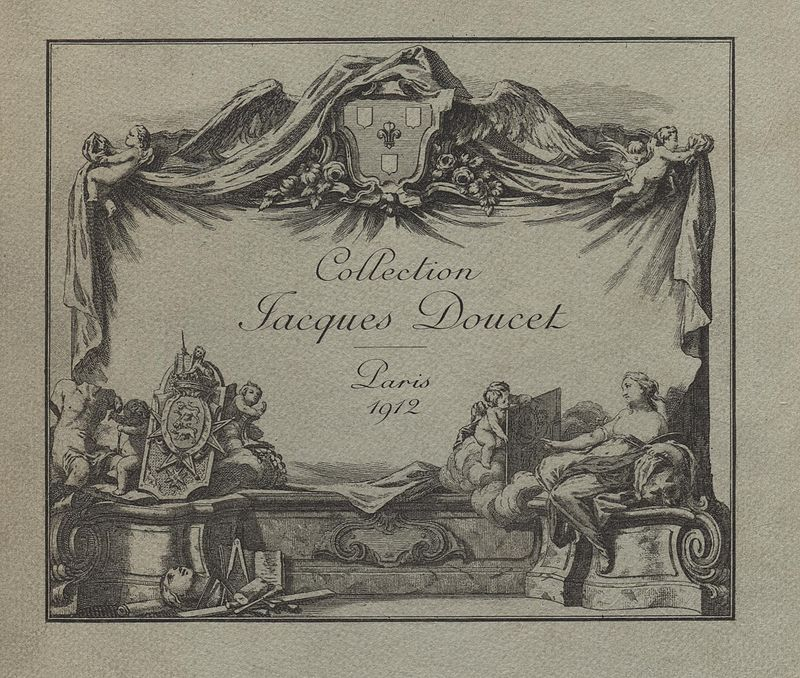
Titre gravé du catalogue de la vente de la collection Jacques Doucet

- Collection Jacques Doucet, galerie Georges Petit, 5 - 8 juin 1912[21]
- Collection Degas, galerie Georges Petit, 26 - 27 mars 1918
- Collection de M. Georges Blumenthal, galerie Georges Petit, 2 - 3 juin 1932
- Collection Ali Khan, galerie Charpentier, 23 mai 1957[22]
- Collection D. David-Weill, hôtel Drouot, 25 mai 1971 au 29 juin 1972[23]
- Vente de l’escalier hélicoïdal de la tour Eiffel de 156 mètres de haut, démembré, reliant les 2e et 3e étages, salle polyvalente Gustave-Eiffel, au 1er étage de la tour, 1er décembre 1983[24]
- Collection Daum, Tokyo - hôtel Okura, 15 mars 1984[25]
- Collection Sérusier, Opéra-Comique, 19 - 20 juin 1984[26]

### XXIesiècle
- Succession Jean Bourgogne, hôtel Drouot, 20 mars 2009[27],[28]
- Collection Jacques Prévert, morceaux choisis, hôtel Drouot, 9 juin 2010[29],[30],[31]
- Vente Sacha Guitry, collection André Bernard, hôtel Drouot, 17 et 18 novembre 2011[32]
- Vente du mobilier du restaurant Kong par Starck, restaurant Kong, 20 avril 2013[33],[34],[35]
- Femmes, lettres et manuscrits autographes, salle des ventes Favart, 18 - 19 novembre 2014[36],[37],[38],[39]
- Collection Judaïca Norman P. Schenker, salle des ventes Favart, 22 avril 2015[40]
- Collection André Level, hôtel Drouot, 15 novembre 2016[41]
- Collection H. M. Petiet, 50e vente, Opéra Comique, 25 et 26 novembre 2017[42]
- Collection Aristophil, manuscrits musicaux, hôtel Drouot, 20 juin 2018[43]
- Collection privée de Christian Fjerdingstad, le maître danois de la tabletterie art déco, Drouot, 7 juin 2019[44]
- Collection Debaecker sur les cent-gardes, salle des ventes Favart, 12 juin 2020[45]
- La première partie de la collection Marcel Sztejnberg, hôtel Drouot, 4 février 2021[46]
- Les estampes de Pierre Soulages et Pablo Picasso en face à face, salle des ventes Favart, 20 avril 2021[47]
- Collection d'affiches de Michel Romand, salle des ventes Favart, 22-23 mai 2022[48]
- Deux tables de Jean Prouvé provenant de la Résidence universitaire Jean-Zay d'Antony, hôtel Drouot, 3 juin 2022[49]
- Collection de céramiques de Jean et Jacqueline Lerat, hôtel Drouot, 24 novembre 2022[5]
- Toshio Bando, 121 œuvres de la collection Jacques Boutersky, hôtel Drouot, 4 avril 2025[50].

## Polémique

### Vente des biens de Rifaat al-Assad
En janvier 2023, de nombreux objets de mobilier et de décoration ayant appartenu à Rifaat al-Assad — oncle de Bachar el-Assad, frère de Hafez el-Assad et ex-vice-président syrien —  sont mis en vente par la maison Ader. Ces objets meublaient son hôtel particulier de l'avenue Foch, acquise par détournement de fonds publics syrien, qui a été saisie par l’État français à la suite d’une décision de justice en 2022 et dont la valeur devra être rendue au peuple syrien selon le mécanisme de restitution des biens mal acquis. Le mobilier et les objets se trouvant dans l'hôtel particulier n'ont en revanche pas été saisis, ils font l'objet d'un vide juridique. Leur vente, qui a rapporté 1,6 million d’euros le premier jour, et aurait atteint plus de 3 millions au total, semble avoir bénéficié aux membres du clan Assad, entourage de Rifaat — qui a quitté la France en 2022 pour échapper à une peine d'emprisonnement —  ce qui, pour les associations anti-corruption, est une défaite considérable. La maison Ader, qui conserve 25% de la somme des ventes, assure respecter la loi, et n'a pas révélé l'identité de ses clients, vendeurs comme acheteurs,,.

## Préemptions
Parmi les nombreux objets ou manuscrits proposés à la vente par l'étude Ader et acquis par les institutions, on note : quatre lettres autographes de Charles de Gaulle aux Archives de France (2010), une Bible enluminée du XVIIIe siècle au Louvre Abu Dhabi (2013), une dague Algue de Sarah Bernhardt au musée du Petit Palais (2014), une miniature indienne du Haut-Penjab au musée Guimet (2015), des carnets de jeunesse de Jean-Émile Laboureur à l’INHA (2015), un dessin d’Ephraim Moses Lilien au musée d’Art et d’histoire du judaïsme (2015), deux toiles de Toshio Bando au Musée Cernuschi (2025).